# اس‌ام سوپرمالز
اس‌ام سوپرمالز (انگلیسی: SM Supermalls) شرکت خرده‌فروشی فیلیپینی است، که در سال ۱۹۸۵ تأسیس شد.